# Servicio Comercial de la Industria Textil Algodonera
Servicio Comercial de la Industria Textil Algodonera (SECEA) fou l'organisme representatiu dels industrial cotoners durant el franquisme. Creat l'any 1954 funcionarà fins al 1977, any què, en produir-se la desaparició de l'Organització Sindical Espanyola, s'integrarà en les organitzacions patronals catalanes i espanyoles (Foment del Treball Nacional, CEOE, etc.).

## Precedent
El seu precedent immediat fou el Consorcio de Industriales Textiles Algodoneros (CITA), un organisme privat creat el 1944 per un acord entre un grup d'importants d'industrials catalans i el ministre de Comerç i d'Indústria, Demetrio Carceller Segura. L'objectiu del CITA era assegurar la importació de cotó, obstruïda per la marina britànica com mesura de pressió contra el règim franquista. Fou una organització que satisfeia els interessos dels industrials cotoners fins al 1954. En aquest any José Solís Ruiz, delegat nacional de l'Organització Sindical Espanyola (SOE), enemic d'organismes d'aquest tipus no controlats pels sindicats verticals forçà la seva desaparició. Per substituir el CITA, amb l'anuència sindical verticalista, es creà el Servicio Comercial de la Industria Textil Algodonera, el SECEA dins de la SOE.

## Fundació i organització
El SECEA es crea l'any 1954, inicialment amb la denominació de Servicio Exterior de la Industria Textil Algodonera que va canviar poc després pel de Servicio Comercial de la Industria Textil Algodonera, però conservant les sigles SECEA. Tenia àmbit estatal i depenia formalment del Sindicato Nacional Textil, però, en la pràctica gaudia d'autonomia plena de funcionament i financera. Es convertí en l'òrgan de representació dels industrials cotoners. Els membres de la seva junta que eren els mateixos que la junta de la Sección Económica del Algodón del Sindicato Nacional Textil. La presència d'industrials catalans era hegemònica. La primera junta de 1954, era presidida per Domingo Valls i Taberner, industrial tèxtil i banquer, i el vicepresident Josep Maria Bultó Marquès. Aquest passarà a ser president l'any 1957 i restarà en el càrrec fins al 1961. En aquest data serà investit president Josep Riba i Ortínez que compaginarà el càrrec amb la presidència del Sindicato Nacional Textil i on coincidirà amb Manuel Ortínez i Mur el seu cosí germà que en serà el director, i que ja ho havia estat del CITA, fins al 1961.
El SECEA aplegà tots els noms significatius de la indústria cotonera. Així en les diferents juntes i al seu voltant apareixen entre altres noms com com els Domingo i Josep Valls i Taberner, Alfred Sedó, els Muntades (España Industrial), Manuel Bertrand i Mata (Bertrand y Serra), Josep Maria Bultó Marquès d'Industries Marqués S.A.,Camil Fabra, Josep Viladomiu (dels Viladomiu SA). Actuava com una organització patronal, i com grup de pressió davant dels ministeris econòmics. La política laboral depenia dels seus reprentants a l'estructura del sindicat vertical. Les decisions transcendents es prenien al SECEA.

## Iniciatives
Algunes de les iniciatives més importants, a part de les d'interlocució amb el poder polític, foren a nivell intern la creació d'un butlletí d'informació quinzenal, El “Boletin Informativo del Servicio Exterior de la Industria Algodonera” adreçat als industrials cotoners el 1954, que es convertí després en portaveu del SECEA. Fixava la posició de la Junta en temes del sector i de la política del govern; el “Plan de Reorganización de la Industria Textil Algodonera” el 1959; la confecció de les estadístiques de la indústria tèxtil que va obtenir el 1961. A nivell extern la política de loby de defensa front els interessos dels productors i distribuidors del cotó nacional, que al seu parer encarien el preu de la matèria primera; el tema de la negociació col·lectiva partir dels anys seixanta, etc.

## Dissolució
Creat l'any 1954 el SECEA funcionarà durant quasi vint-i-tres amb aquestes sigles fins al 1975, en què canvia la denominació per la de “Asociación de Industriales Textiles del Proceso Algodonero”, però no l'organització i estructura. El 1977 amb la desaparició de l'Organització Sindical Espanyola, s'integrarà en les organitzacions patronals catalanes i españoles (Foment del Treball Nacional, CEOE, etc.), després d'un procés general de la patronal de desvinculació de l'aparell franquista.